# 刘雅芝
刘雅芝（1943年—），女，吉林农安人，中华人民共和国政治人物，全国社会保障基金理事会原党组成员、副理事长，中华全国妇女联合会原副主席。